# Тищенко, Елизавета Ивановна
Елизавета Ивановна Тищенко (в замужестве — Брахт-Тищенко, род. 7 февраля 1975 года, Киев, Украинская ССР) — российская волейболистка, двукратный серебряный призёр Олимпийских игр, четырёхкратная чемпионка Европы, 12-кратная чемпионка России. Игровая функция — центральная блокирующая. Заслуженный мастер спорта России. В настоящее время — директор по маркетингу Международной федерации волейбола.

## Биография
Елизавета Тищенко начала заниматься волейболом в 1985 году в Киеве у тренера К.Беловой. В волейбольную секцию Елизавета привёл отец — известный советский волейболист, бронзовый призёр чемпионата мира 1956 года в составе сборной СССР Иван Тищенко. 
В 1992—2004 годах выступала за команду «Уралочка» (Свердловская область). В её составе: 12-кратная чемпионка России (1993—2004), двукратный обладатель Кубка европейских чемпионов (1994 и 1995).
В 1995—1999 и 2004—2005 выступала за зарубежные команды (в 1995—1999 параллельно с выступлением за «Уралочку»): 
- 1995—1997 — НЕК «Ред Рокетс» (Япония),
- 1997—1998 — «Дубровник» (Хорватия),
- 1999 — «Джонсон Мэттью» (Рубьера, Италия),
- 2004—2005 — «Висбаден» (Германия),
- 2005—2006 — «Шесо» (Швейцария).

В составе «Дубровника» — обладатель Кубка европейских чемпионов 1998. 

## Сборные СССР, СНГ и России
В составе женских молодёжных сборных СССР и СНГ стала чемпионкой мира 1991 и чемпионкой Европы 1992.
В 1992 году 17-летняя Елизавета Тищенко дебютировала в сборной России выступлением в престижном турнире'World Super Four (Top Four). В дальнейшем спортсменка на протяжении 12 лет (до 2004 года) неизменно входила в состав национальной команды страны, став за это время обладателем большого количества наград (командных и индивидуальных).
В сборной России: 
- двукратный серебряный призёр Олимпийских игр (2000 и 2004),
- трёхкратный бронзовый призёр чемпионатов мира (1994, 1998, 2002),
- серебряный призёр Кубка мира 1999,
- победитель (1997) и двукратный призёр (1993, 2001) Всемирного Кубка чемпионов,
- трёхкратный победитель и 6-кратный призёр Гран-При,
- четырёхкратная чемпионка Европы (1993, 1997, 1999, 2001), бронзовый призёр европейского первенства 1995,
- участница Олимпийских игр 1996.

## Индивидуальные призы
В 2001—2003 годах Тищенко признавалась лучшей нападающей во всех официальных турнирах, в которых принимала участие (Гран-При, чемпионат мира, Всемирный Кубок чемпионов, чемпионаты Европы).
- 1999: лучшая нападающая и блокирующая чемпионата Европы.
- 1997: лучшая нападающая Гран-при.
- 1999: лучшая нападающая Гран-при.
- 2001: лучшая нападающая Гран-при.
- 2001: лучшая нападающая чемпионата Европы.
- 2001: лучшая нападающая Всемирного Кубка чемпионов.
- 2002: лучшая нападающая Гран-при.
- 2002: лучшая нападающая чемпионата мира.
- 2003: лучшая нападающая Гран-при.
- 2003: лучшая нападающая чемпионата Европы.

## Награды и звания
- Заслуженный мастер спорта России (2000).
- Орден Дружбы (2001).

После завершения спортивной карьеры работала в отделе телевидения и маркетинга ФИВБ, затем стала директором департамента коммерции и продаж ФИВБ. В 2005 году вышла замуж за немецкого бизнесмена Юргена Брахта. В 2009 году в их семье родился сын.